# Порт-де-Шамперре (станция метро)
Порт-де-Шамперре (фр. Porte de Champerret) — станция линии 3 Парижского метрополитена, расположенная в XVII округе Парижа. Названа по развязке с Периферик, построенной на месте ликвидированной при демонтаже стены Тьера заставы.

## История
- Станция открылась 15 февраля 1911 года при продлении линии 3 на один перегон от станции Перейр и оставалась конечной до 24 сентября 1937 года, когда открылось продление линии до станции Пон-де-Левалуа — Бекон.
- Пассажиропоток по станции по входу в 2011 году, по данным RATP, составил 3 559 682 человек[2]. В 2013 году этот показатель незначительно вырос и составил 3 585 658 пассажиров (147 место по уровню входного пассажиропотока в Парижском метро)[3].

## Конструкция и оформление
Станция сооружалась как конечная, поэтому на ней были сооружены два односводчатых зала по типовому парижскому проекту с островными платформами, однако для регулярного движения используются только средние пути. Дизайн станции выполнен в стиле "Андре-Мотте".

## Путевое развитие
К западу от станции располагается двухпутная разворотная петля, на внешний путь которой поезд может заехать с одного из бокового путей станции (при движении со стороны Перейра). Ранее действовал и внутренний путь петли, однако при продлении линии 3 въезд на него с одного из средних путей был разобран.

## Галерея

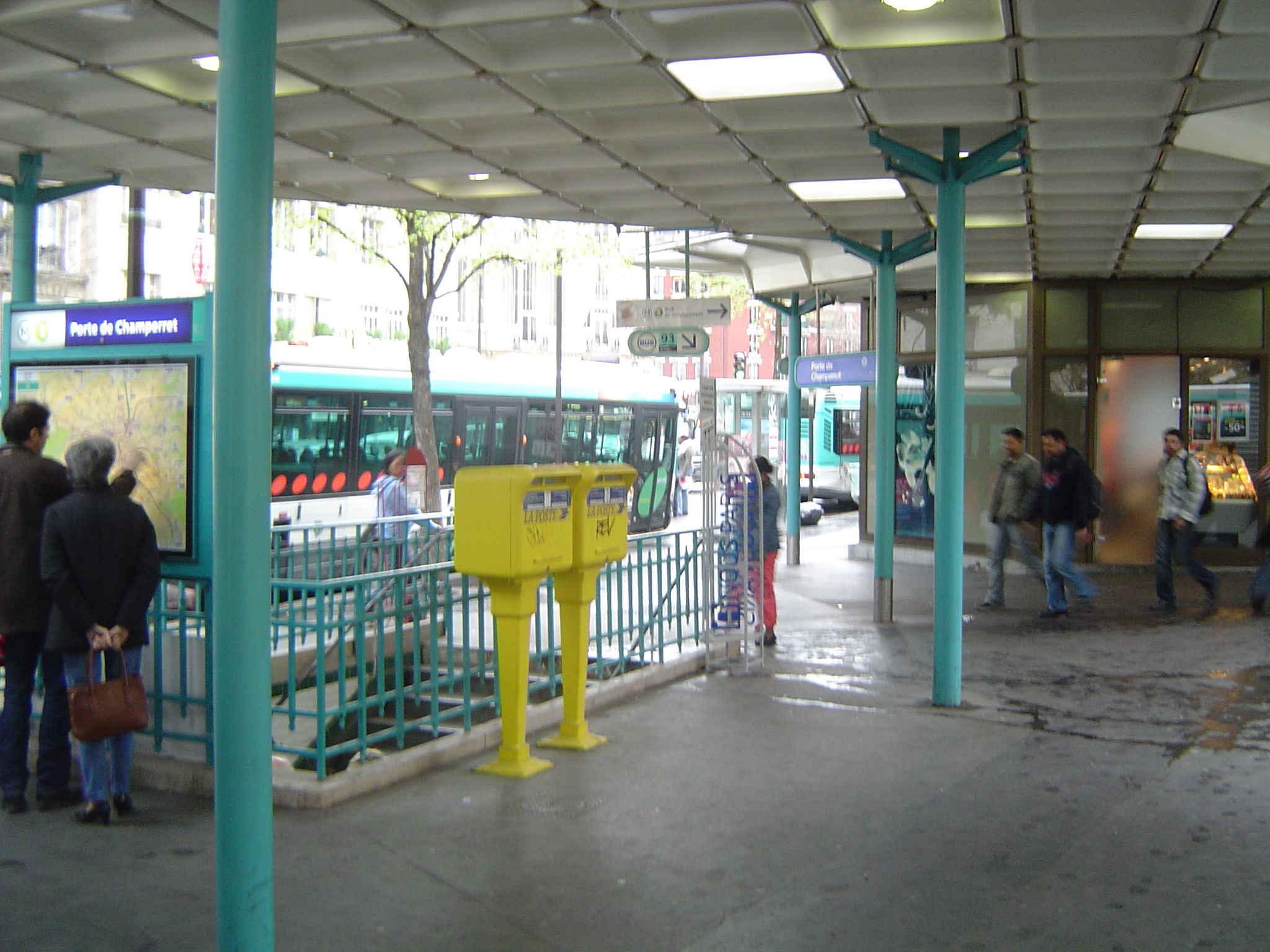
Лестничный сход
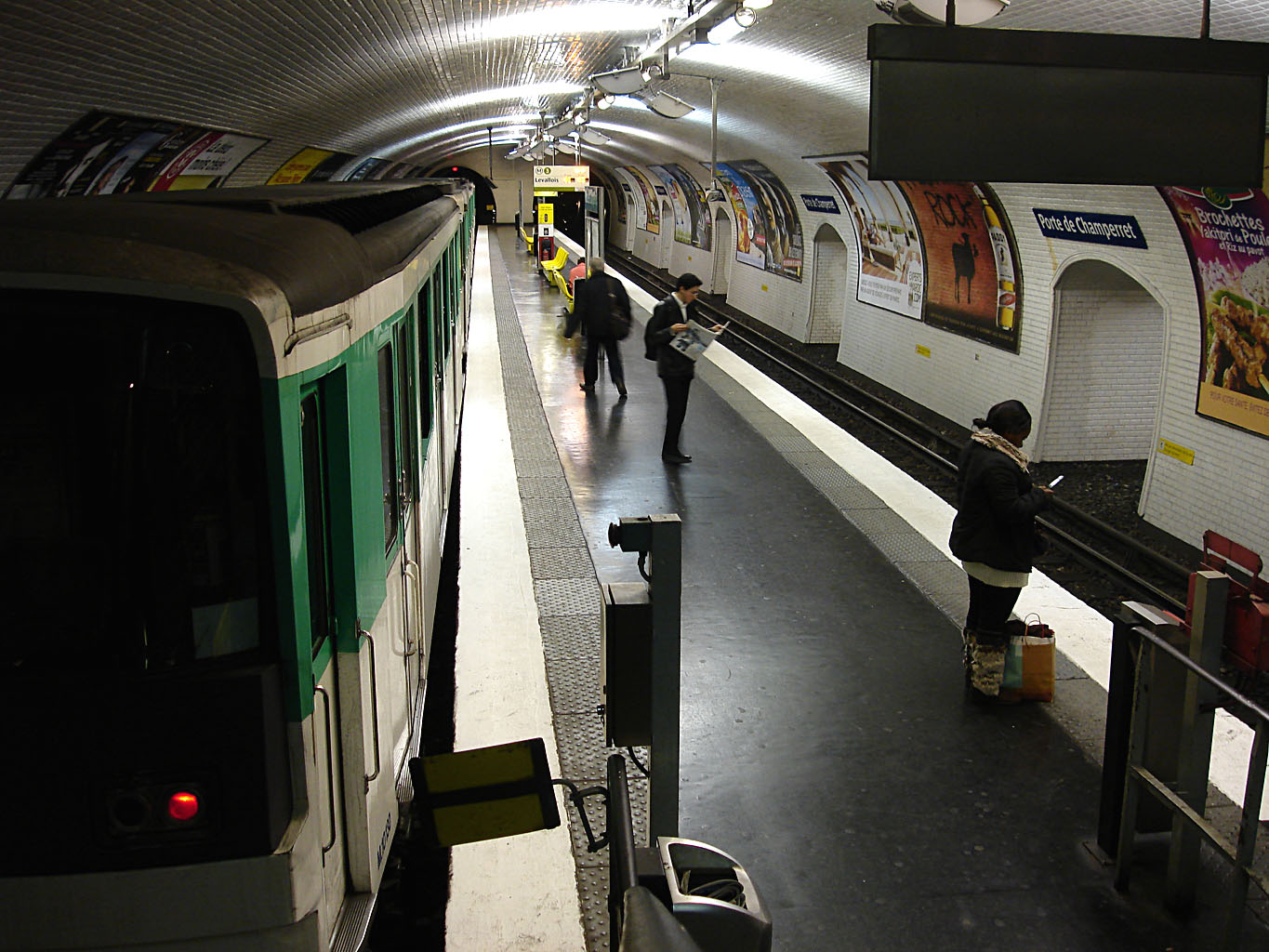
Состав модели MF 67 на станции